# Fonds régional d'art contemporain
Fonds régional d'art contemporain, afgekort: FRAC of Frac, Nederlands: Regionale collectie van hedendaagse kunst, is in Frankrijk de benaming van een keten van 23 regionale collecties van kunst van na circa 1960. De meeste van deze collecties zijn in een museumgebouw ondergebracht. Enkele van deze museumgebouwen zijn het werk van bekende architecten.
In 1982 nam de Franse minister van Cultuur, Jack Lang, het initiatief tot het inrichten van deze collectie, en in samenwerking met de diverse, destijds nog 21, régions, plus twee overzeese gebieden, het onderbrengen ervan in passende gebouwen. Anno 2023 is het FRAC te Toulouse (Les Abattoirs) qua collectie het meest in het oog springend. In de collecties van bijna alle Fracs kan men experimentele, foto- en designkunst aantreffen, gemaakt door gerenommeerde kunstenaars.

## Overzicht
In 2015 bestonden de volgende 23 Fracs:
| Région                                        | Vestigingsplaats                                 | Naam                                           | Opgericht in | Collectie (2015) | Collectie (2015)                    |
| --------------------------------------------- | ------------------------------------------------ | ---------------------------------------------- | ------------ | ---------------- | ----------------------------------- |
| Alsace, deel van Grand Est                    | Sélestat                                         | Frac Alsace                                    | 1982         | 1357 w, 489 a,   |                                     |
| Aquitaine, deel van Nouvelle-Aquitaine        | Bordeaux                                         | Frac Nouvelle-Aquitaine MÉCA                   | 1982         | 330 a, >1000 w   |                                     |
| Auvergne, deel van Auvergne-Rhône-Alpes       | Clermont-Ferrand                                 | Frac Auvergne                                  | 1985         | 238 a            |                                     |
| Bourgogne                                     | Dijon                                            | Frac Bourgogne                                 | 1984         | 650 w            |                                     |
| Bretagne                                      | Rennes                                           | Frac Bretagne                                  | 1981         | 3928 w, 496 a    |                                     |
| Centre-Val de Loire                           | Orléans                                          | Frac Centre-Val de Loire                       | 1982         | 13.424 w, 391 a  |                                     |
| Champagne-Ardenne, deel van Grand Est         | Reims                                            | Frac Champagne-Ardenne                         | 1984         | 680 w, 243 a     |                                     |
| Corsica                                       | Corte                                            | Frac Corse of FRACORSE                         |              |                  |                                     |
| Franche-Comté                                 | Besançon                                         | Frac Franche-Comté                             | 1982         | 473 w, 255 a     |                                     |
| Île-de-France                                 | Parijs, 19e arrondissement                       | Le Plateau / Frac Ile-de-France                |              | 1.347 w, 552 a   |                                     |
| Languedoc-Roussillon                          | Montpellier                                      | Frac Languedoc-Roussillon                      |              | 981 w, 372 a     |                                     |
| Limousin, deel van Nouvelle-Aquitaine         | Limoges                                          | Frac Limousin                                  | 1982         | 1271 w, 311 a    |                                     |
| Lorraine, deel van Grand Est                  | Metz                                             | Frac Lorraine of 49 Nord 6 Est                 | 1983         | 729 w, 277 a     |                                     |
| Midi-Pyrénées, deel van Occitanie             | Toulouse                                         | Les Abattoirs, Musée - Frac Occitanie Toulouse |              | 2332 w, 701 a    |                                     |
| Nord-Pas-de-Calais, deel van Hauts-de-France  | Duinkerke                                        | Frac Nord-Pas-de-Calais                        | 1983         | 1272 w, 512 a    |                                     |
| Basse-Normandie, deel van Normandië (regio)   | Caen                                             | Frac Basse-Normandie                           | 1983         | 979 w,393 a      |                                     |
| Haute-Normandie, deel van Normandië (regio)   | Sotteville-lès-Rouen                             | Frac Haute-Normandie                           |              |                  | inmiddels met die te Caen gefuseerd |
| Pays de la Loire                              | Carquefou, met sedert 2021 een filiaal te Nantes | Frac des Pays de la Loire                      | 1982         |                  |                                     |
| Picardie, deel van Hauts-de-France            | Amiens                                           | Frac Picardie                                  | 1983         | 1538 w, 223 a    |                                     |
| Poitou-Charentes, deel van Nouvelle-Aquitaine | Angoulême                                        | Frac Poitou-Charentes                          | 1983         | 801 w, 326 a     |                                     |
| Provence-Alpes-Côte d'Azur                    | Marseille                                        | Frac Provence-Alpes-Côte d'Azur                | 1982         | 849 w, 389 a     |                                     |
| Rhône-Alpes, deel van Auvergne-Rhône-Alpes    | Villeurbanne                                     | Institut d'art contemporain                    |              |                  |                                     |
| Overzees gebied: Eiland Réunion               | Piton Saint-Leu                                  | Frac Réunion                                   | 1993         |                  |                                     |

## Bijzonderheden per vestiging
- Villeurbanne: bezit werk van o.a. Daniel Buren
- Besançon: gevestigd in modern, door de Japanse architect Kengo Kuma[3] ontworpen museumgebouw. Bezit veel foto-, film- en installatiekunst, waaronder werk van o.a. Marina Abramović en Christian Boltanski.
- Dijon: bezit werk van o.a. Gloria Friedmann en Daniel Buren
- Rennes: gebouw ontworpen door de bekende architecte Odile Decq (2012)
- Orléans: gespecialiseerd in architectuur en daaraan verwante kunstvormen; bevat een internationaal vermaarde collectie maquettes (meer dan 750  stuks) en ontwerpschetsen van vele 20e- en 21e-eeuwse architecten van over de gehele wereld.
- Metz: sedert 2004 gevestigd in het historische gebouw Hôtel Saint-Livier, dat gedeeltelijk uit de 13e eeuw dateert.
- Sélestat: bezit werk van o.a. Aurélie Nemours, Mario Merz, Gilberto Zorio, Panamarenko, Henri Michaux en Jean Dubuffet
- Amiens: bezit grafisch werk van o.a. James Brown
- Duinkerken: gevestigd in een eind 2013 voltooid gebouw in de wijk Grand Large; bezit veel designkunst, en ook een werk van Marinus Boezem
- Bordeaux: bezit veel werken van fotografie als kunstvorm, o.a. van de beroemde fotografen Diane Arbus, Henri Cartier-Bresson, Walker Evans, Robert Frank, Christian Boltanski, Gilbert & George en Cindy Sherman.
- Toulouse: het FRAC deelt het museumgebouw Les Abattoirs, dat in de 19e eeuw was gebouwd als slachthuis, met een belangrijk ander museum voor kunst uit de 20e eeuw.  De gezamenlijke collectie is van hoog niveau, en omvat o.a. een werk van Pablo Picasso (Minotaurus uit 1936). Verder is er werk te zien van de hand van Alberto Burri, Karel Appel, Lucio Fontana, Sam Francis, Georges Mathieu, Jean-Paul Riopelle, Antoni Tàpies, Japanse kunstenaars van de Gutai-groep, Arman, Hans Bellmer, Brassaï, César Baldaccini, Jean Dubuffet, Marcel Duchamp, Robert Filliou, Hans Hartung, Robert Mapplethorpe, Henri Michaux, François Morellet en Robert Rauschenberg.

## Afbeeldingen

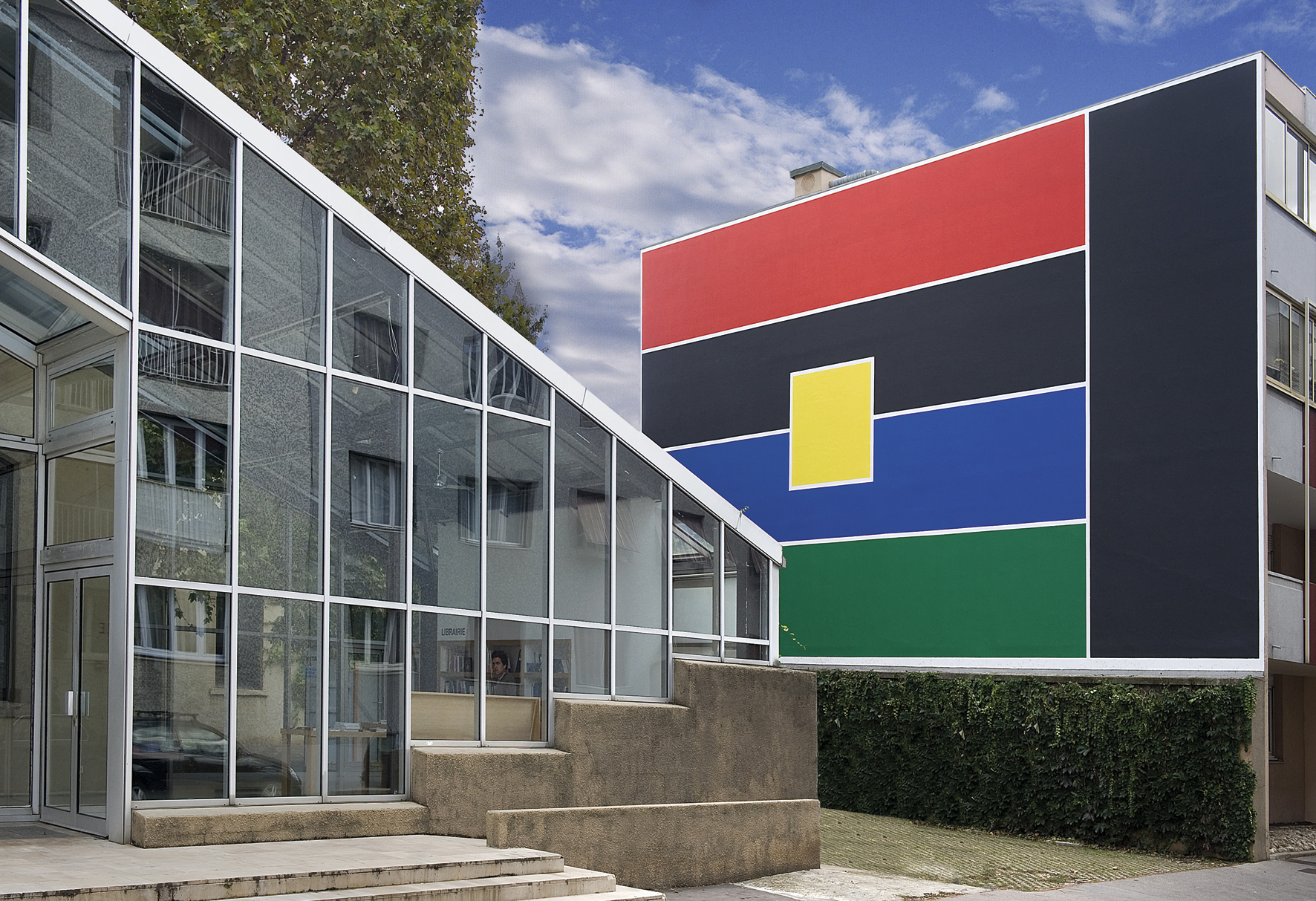
Gebouw te Villeurbanne
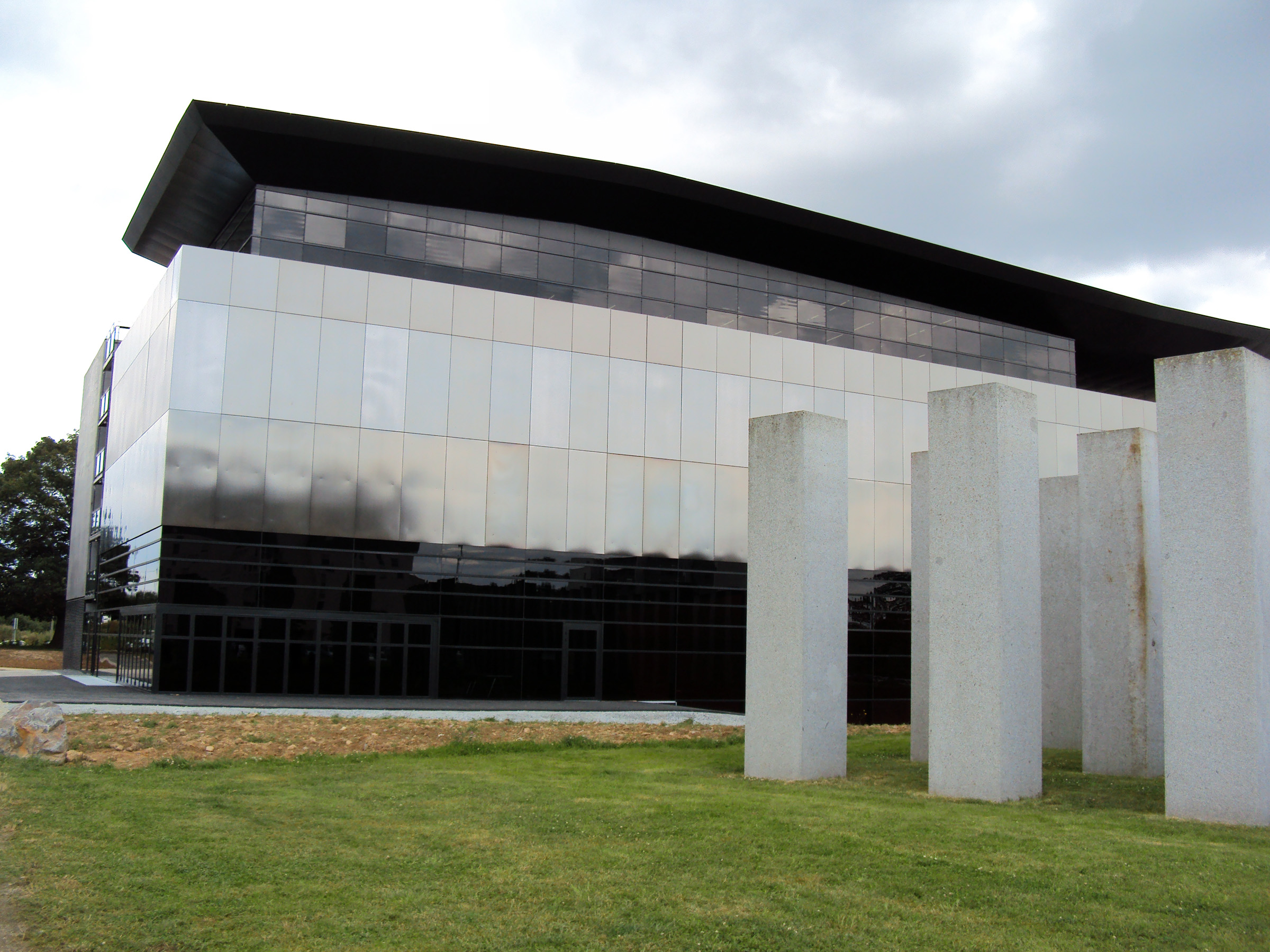
Gebouw te Rennes
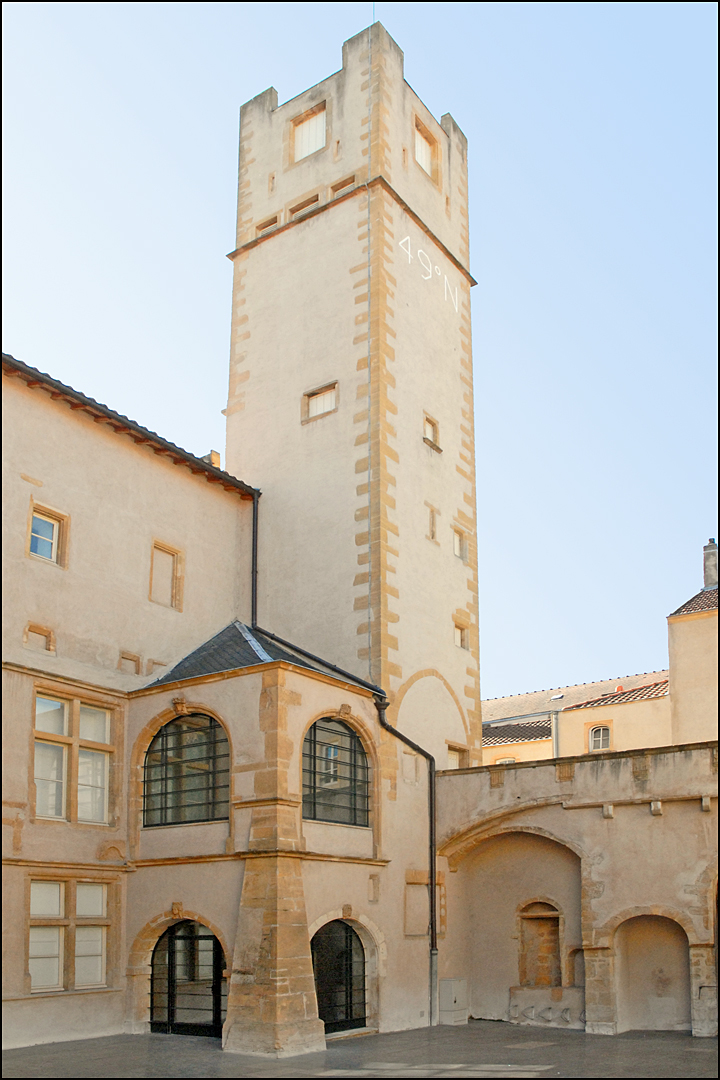
Gebouw te Metz
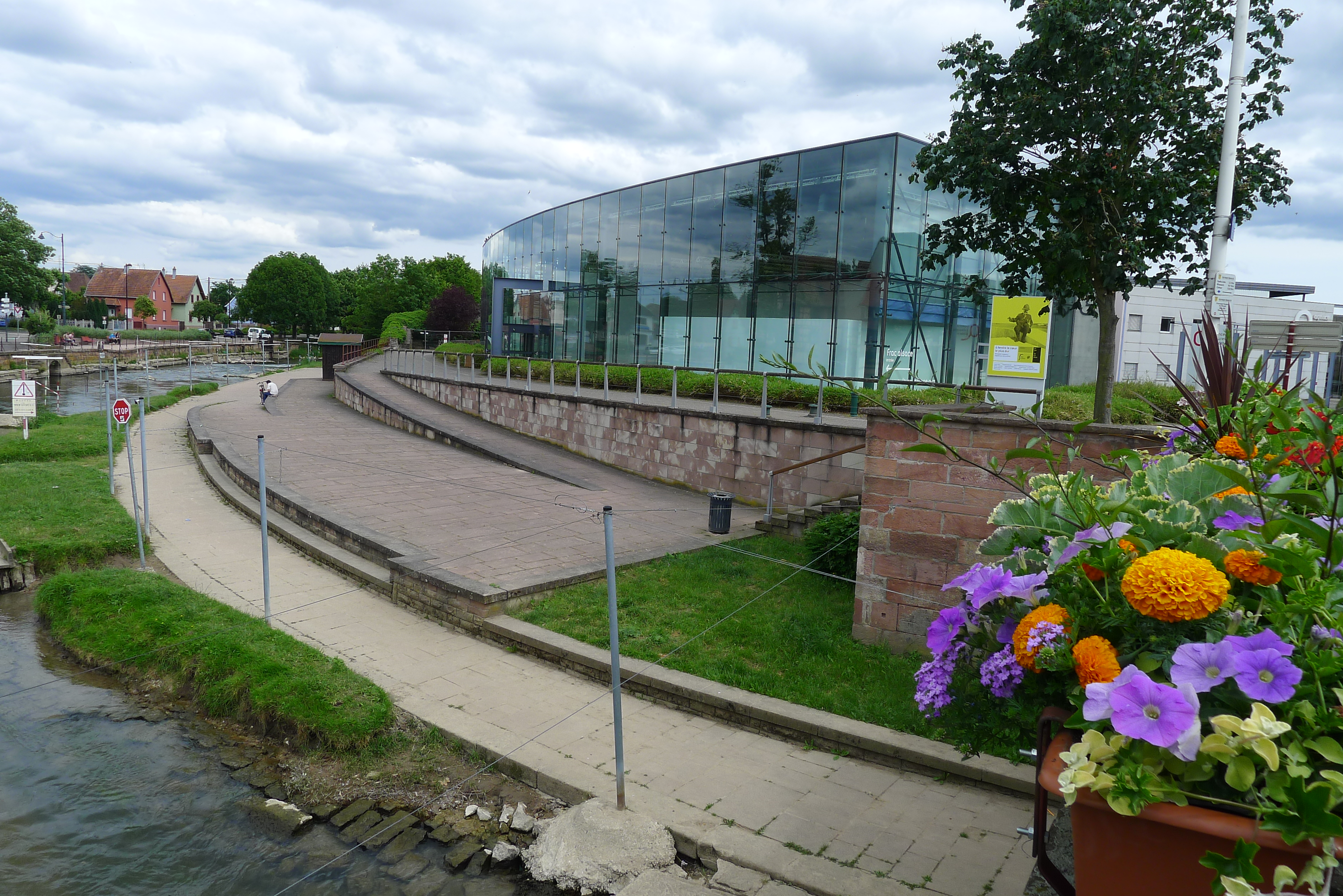
Gebouw te Sélestat (1995)
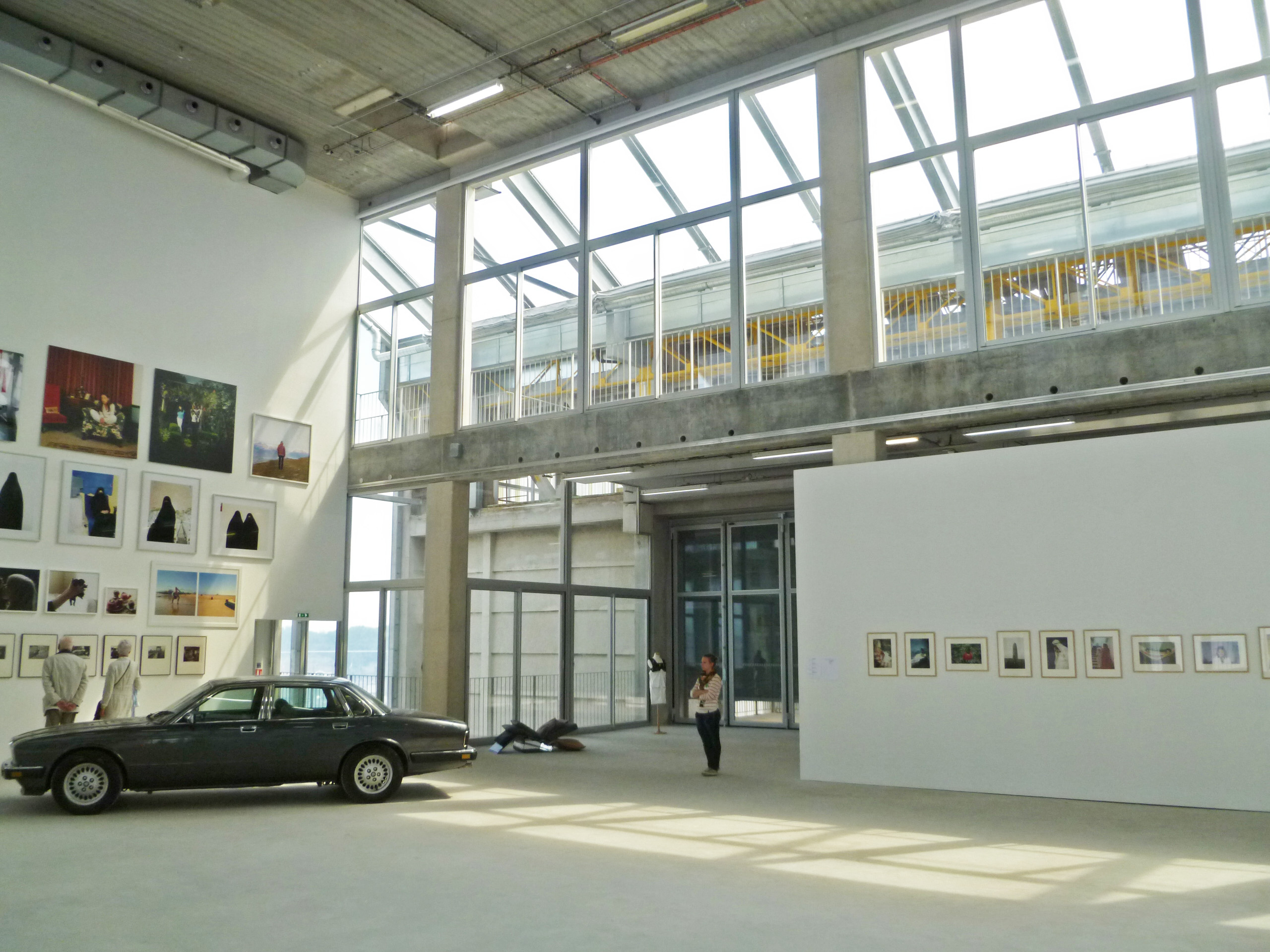
Interieur gebouw te Duinkerken (2014)
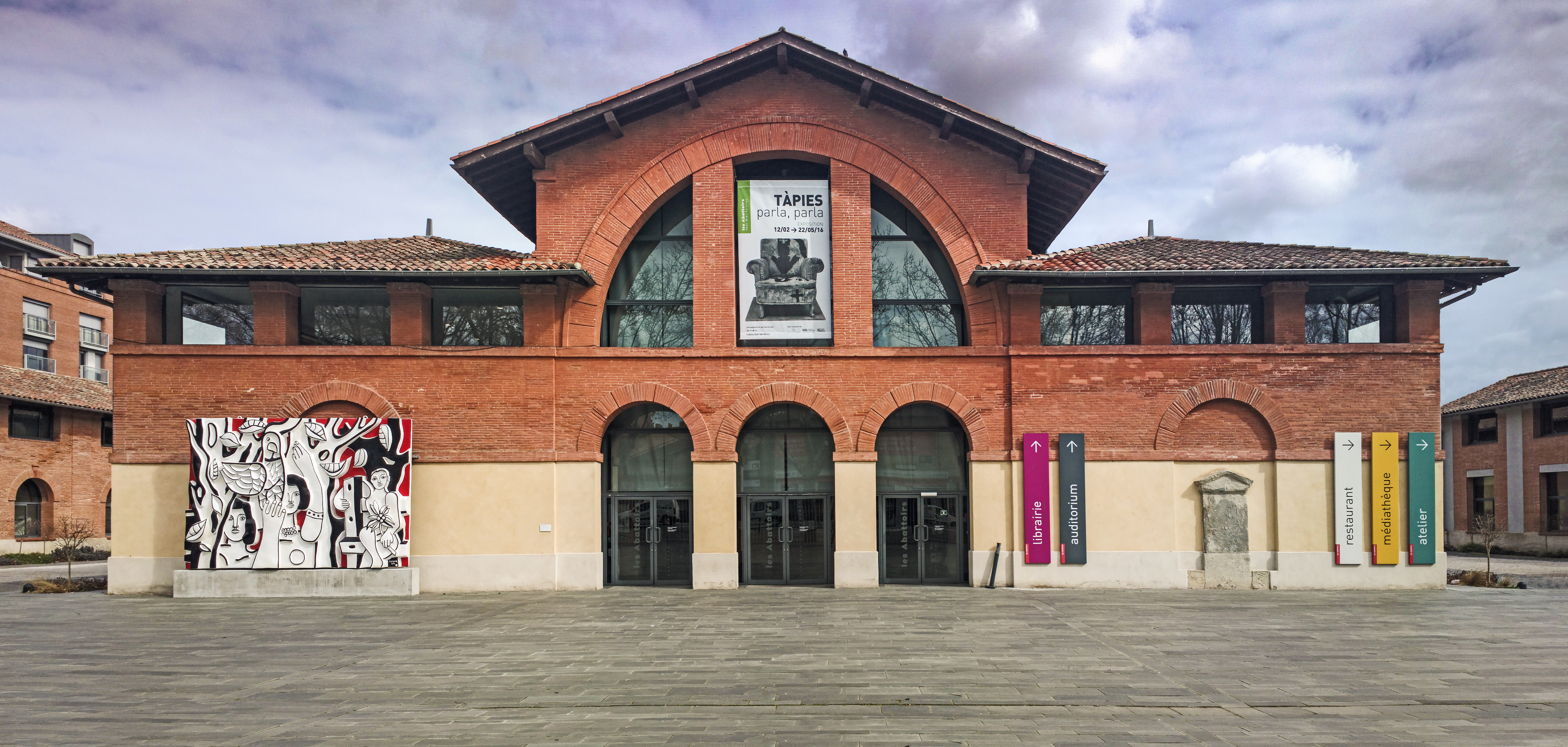
Toulouse Les Abattoirs
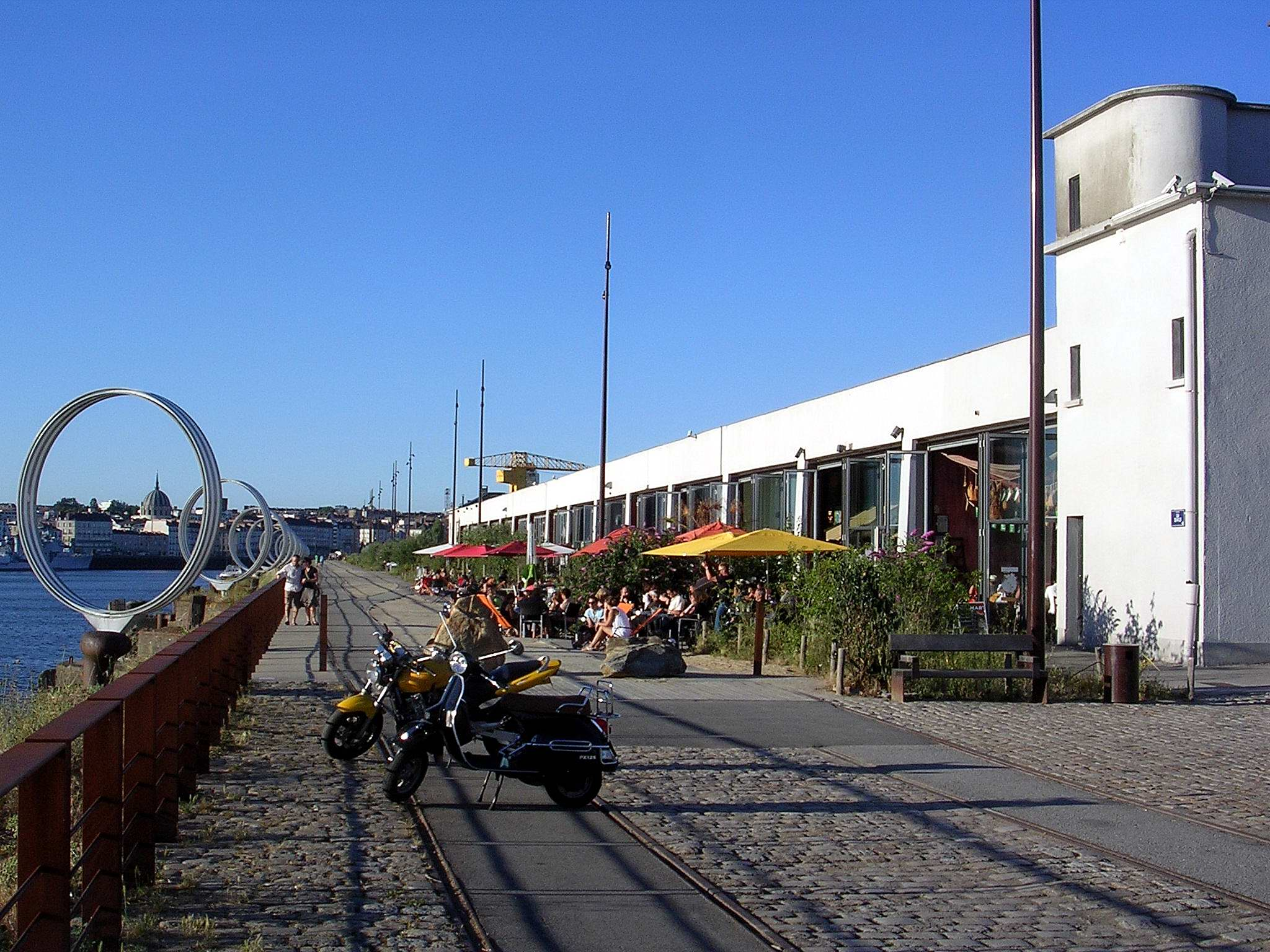
Hangar à Bananes, in de haven van Nantes, waar een filiaal van het Frac des Pays de la Loire is gevestigd